# Кресты (Псков)
Кресты — пригородный микрорайон в черте города Пскова. С центром города связан автобусными маршрутами № 4, 9 и 12, а также маршрутным такси № 50.

## История

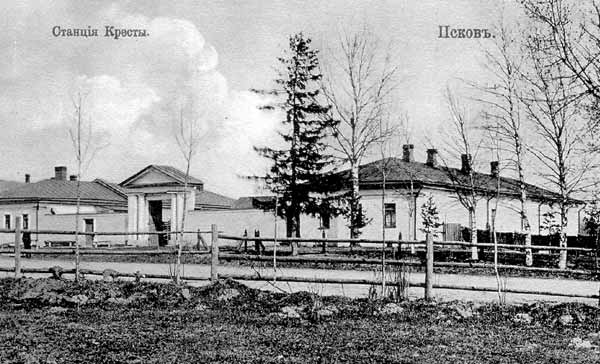
Почтовая станция

Бывший посёлок Кресты включён в городскую черту в 1950 году. Назван в связи с месторасположением его на пересечении дорог: Крестовское шоссе (до 1917 года — Николаевское соединительное шоссе) и Ленинградское шоссе (трасса Санкт-Петербург — Киев М20, ранее — Динабургское шоссе). 
- В Крестах находится Псковский сельскохозяйственный техникум — одно из старейших учебных заведений : сельскохозяйственное училище было открыто в 1903 году.
- Рядом расположена территория международного аэропорта Псков, ранее известного как аэропорт «Кресты».
- В дожелезнодорожную эпоху в "Крестах" имелась почтовая станция с гостиницей. Она находилась напротив въезда в город, на месте монумента в честь первых боев Красной Армии.

## Население
Численность населения микрорайона Кресты составляет около 6,1 тысяч человек (2011).

## Достопримечательности
- На этом перекрёстке возвышается 47-метровый обелиск в форме штыка с гранитным основанием (на котором размещена тематическая горельефная композиция, занимающая площадь 180 м2), открытый 23 февраля 1968 года (скульптор Мотовилов Г. И., архитектор Билибин И. Д.) в ознаменование первых военных столкновений Красной Армии с немецкими кайзеровскими войсками под Псковом и Нарвой в 1918 году.

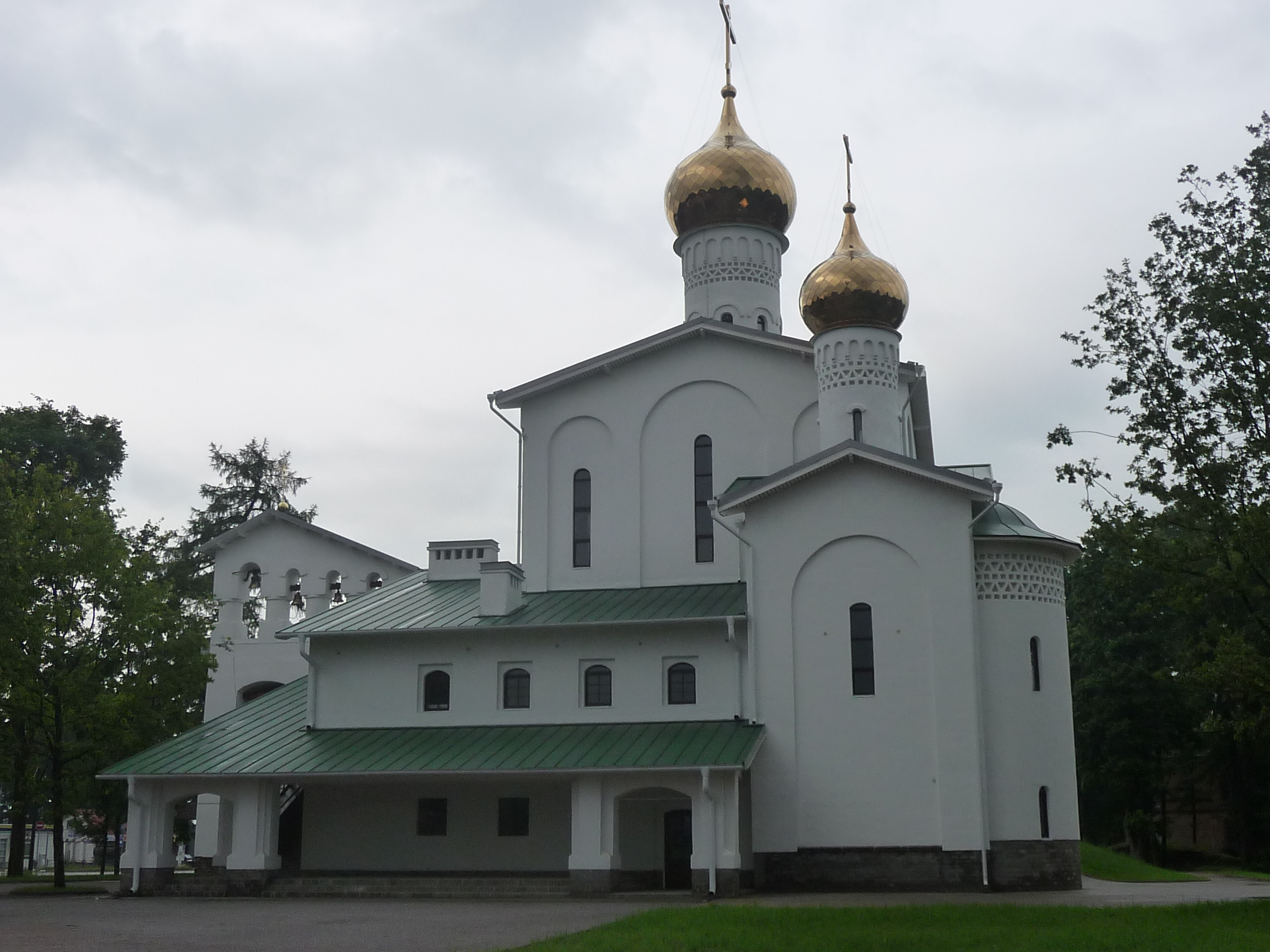
Храм Веры, Надежды, Любови и Софии

- Слева от памятника в 2008-2012 гг. построена церковь во имя Веры, Надежды, Любови и матери их Софии (с двумя приделами — во имя Собора Московских святых и Собора Псковских святых)[2] Торжественно заложена в сентябре 2008 г.; по проекту института «Псковгражданпроект», гл. арх. Ширяев Ю. М.[3].

4 августа 2011 года состоялось торжество закладки камня и освящения основания места строительства храма. Митрополит Евсевий и губернатор А. А. Турчак заложили освященный камень и капсулу с посланием потомкам в основание алтаря.
Каждое воскресенье в полдень совершаются богослужения у креста и закладного камня.
- На Крестовском шоссе также расположена стела в память о погибших военнопленных, которые были замучены гитлеровцами в концлагере, созданном в годы Великой Отечественной войны на территории машинно-тракторной мастерской в Крестах, а также братская могила на окраине.